# François
François – miejscowość i gmina we Francji, w regionie Nowa Akwitania, w departamencie Deux-Sèvres.
Według danych na rok 1990 gminę zamieszkiwało 648 osób, a gęstość zaludnienia wynosiła 69 osób/km² (wśród 1467 gmin regionu Poitou-Charentes François plasuje się na 463. miejscu pod względem liczby ludności, natomiast pod względem powierzchni na miejscu 862.).